# Golfvector
In de natuurkunde is een golfvector een vector die dient voor de beschrijving van een golf. De richting van de golfvector is loodrecht op het golffront en de grootte is het golfgetal. In veel gevallen komt de richting overeen met de voortplantingsrichting van de golf, maar er zijn uitzonderingen daarop.
Als voorbeeld een vlakke golf in de x-richting. Een normale voorstelling van de golf als functie van de tijd {\displaystyle t} en de plaats {\displaystyle x} is:
{\displaystyle \psi (x,t)=A\cos(\varphi +kx-\omega t)}
waarin {\displaystyle A} de amplitude is, {\displaystyle \varphi } de startfase van de golf, {\displaystyle k} het golfgetal en {\displaystyle \omega } de hoekfrequentie. 
Een vlakke golf in een willekeurige richting wordt gegeven door
{\displaystyle \psi (\mathbf {r} ,t)=A\cos(\varphi +\mathbf {k} \cdot \mathbf {r} -\omega t)}
Daarin is {\displaystyle \mathbf {k} } de golfvector en {\displaystyle \mathbf {r} } de plaatsvector. In de plaats van het product {\displaystyle kx} bij de golf in de x-richting treedt nu het inproduct op van de golfvector en de plaatsvector.
De golfvector wordt in de natuurkunde ook wel k-vector genoemd met een positie, lengte en richting in de k-ruimte ofwel de reciproke ruimte, omdat de norm omgekeerd evenredig is met de golflengte.

## Verwijzingen
- Brau, Charles A. Modern Problems in Classical Electrodynamics Oxford University Press (2004) ISBN 0-19-514665-4.